# Vicobarone
Vicobarone (Vigbaron in dialetto piacentino) è una frazione del comune italiano di Ziano Piacentino in provincia di Piacenza. È situato a 314 m s.l.m. nella parte ovest della provincia, al confine con l'Oltrepò Pavese.

## Geografia fisica
Vicobarone si trova all'estremità occidentale della provincia di Piacenza, nella valle del torrente Bardonezza (o Bardoneggia), che delimita il confine con la provincia di Pavia.

## Storia
Il suo nome deriva dal latino Vicus Varroni, traducibile come il villaggio di Varrone, dal nome di un personaggio romano che si era particolarmente distinto. Il nome si sarebbe poi trasformato nel tempo in Vici Baruni.
La località viene citata per la prima volta nell'833, quando risulta essere soggetta all'abbazia di San Colombano di Bobbio: il nome Vici Baruni è tra le 42 località elencate nella carta di Wala, compilata a cura dal priore del monastero, l'abate Wala.
Vicobarone rimane assoggettata a Bobbio fino alla fine del XII secolo: da quel momento incomincia nella zona un periodo di forti lotte che coinvolgono le principali famiglie locali, nonché gli eserciti imperiali e papali.; a differenza delle località limitrofe come Seminò, Corano e Ziano, tuttavia Vicobarone, per la sua posizione defilata è meno coinvolta in questi scontri e il suo castello non subisce grandi assedi.
Nel 1314 il castello, rifugio dei guelfi, è attaccato e conquistato per ordine di Galeazzo I Visconti da parte delle truppe comandate da Oberto del Cairo e Nello di Massa. Nel 1408 Francesco e Antonino Malvicini ottengono da parte del duca di Milano Giovanni Maria Visconti l'investitura a marchesi del feudo di Vicobarone, comprendente anche la zona di Nibbiano. L'investitura viene di nuovo confermata nel 1467 da parte di Galeazzo Maria Sforza.
Durante il XVIII secolo alla famiglia Malvicini subentrano i marchesi Fontana, a seguito di un matrimonio. Successivamente, Vicobarone è posto di dogana tra il Ducato di Parma e Piacenza e il Regno di Sardegna. A partire dal periodo napoleonico, con l'istituzione dei comuni, Vicobarone è comune autonomo in quanto maggior centro abitato della zona.
Nel 1823, con lo spostamento della sede comunale e il cambio di denominazione, diventa frazione di Vicomarino per poi diventare frazione di Ziano nel 1888.

## Monumenti e luoghi di interesse
Chiesa di san ColombanoCostruita in stile neoclassico tra il 1854 e il 1857, è accessibile tramite una scalinata realizzata in pietra e composta da 40 gradini. Presenta una pianta a croce greca allungata ospita al suo interno una pala dipinta dal parmigiano Francesco Scaramuzza raffigurante l'Immacolata Concezione e una pala lignea raffigurante san Colombano, opera di Giovanni Bernardino Pollinari.

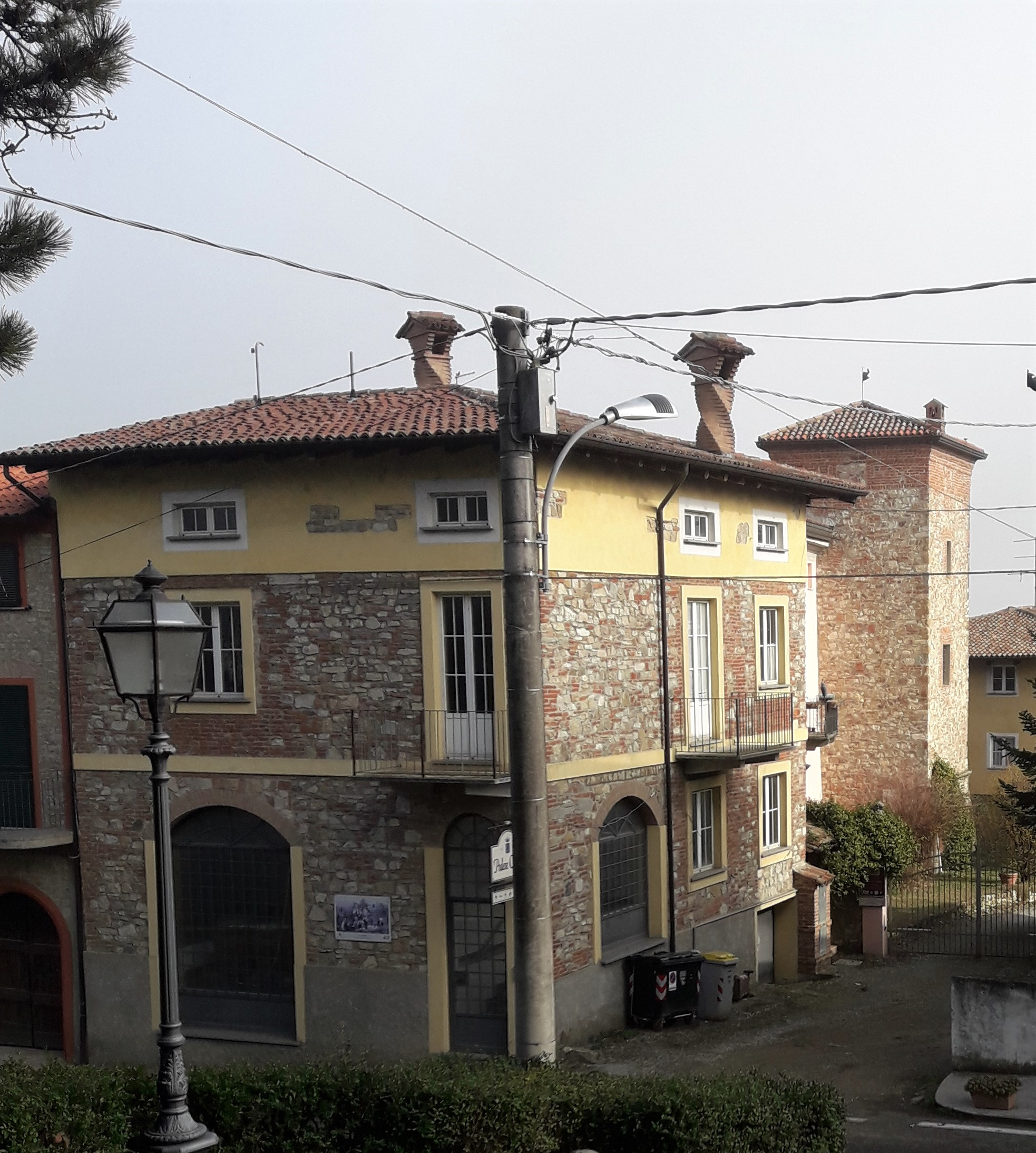
Palazzo Malvicini Fontana

Oratorio di san RoccoEdificato tra il 1658 e il 1663 (secondo altre fonti, invece, risalirebbe al 1625), in sostituzione di una costruzione preesistente, ad opera del marchese Erasmo III Malvicini Fontana, presenta una facciata a vento in stile romanico su due ordini e un portale singolo. L'interno presenta uno schema basilicale a navata singola.
Castello di VicobaroneOriginariamente fortilizio medievale costruito a scopi difensivi, a differenza di altri castelli della zona, fu praticamente immune dagli attacchi condotti dalle truppe pavesi, probabilmente a causa della sua posizione. Alla fine del XVII secolo la proprietà dei marchesi Malvicini Fontana operò una serie di modifiche che ne sancirono la trasformazione in dimora signorile.
Palazzo Malvicini FontanaComplesso a forma di U costruito nel XVII secolo addossato ad una torre risalente all'anno Mille e originariamente dotata di un pozzo delle lame. Restaurato, è stato adibito ad attività di accoglienza turistica.

## Cultura

### Musei
A Vicobarone si trova il museo della civiltà contadina, situato nella palazzina originariamente sede della scuole, che ospita una serie di attrezzi per l'agricoltura, nonché altri oggetti legati all'attività lavorativa e alla vita quotidiana nelle campagne e nelle colline. Il museo è gestito dall'associazione Pe’ d fer, sorta nel 2000 con l'intento di preservare la memoria storica locale.

## Economia
Così come l'intero territorio comunale, Vicobarone è un centro conosciuto per la viticoltura; parte della zona DOC dei Colli piacentini, vi si producono, tra gli altri il Barbera, la Bonarda, l'Ortrugo e il Gutturnio.
Nel paese ha sede una cantina formata da più di 200 soci viticoltori per un totale di 700 ettari coltivati a vite tra la zona di Vicobarone e i limitrofi comuni dell'Oltrepò Pavese.

## Infrastrutture e trasporti
Vicobarone si trova lungo il percorso della strada provinciale 27 di Ziano che parte da Borgonovo Val Tidone, tocca il capoluogo comunale e, da qui, prosegue per Vicobarone. Superato il centro abitato, la strada prosegue raggiungendo il territorio pavese prendendo il nome di strada provinciale 70 per Vicobarone fino a raggiungere Torrone, frazione di Santa Maria della Versa.